# Brachymeles makusog
Espèce
Brachymeles makusog est une espèce de sauriens de la famille des Scincidae.

## Répartition
Cette espèce est endémique des Philippines. Elle se rencontre sur les îles de Luçon et de Catanduanes.

## Étymologie
Le nom spécifique makusog est un terme du dialecte des habitants de la péninsule de Bicol qui signifie fort, robuste ou brave, en référence au corps puissant de ce saurien.

## Publication originale
- Siler, Diesmos & Brown, 2010 : New Loam-Swimming Skink, Genus Brachymeles (Reptilia: Squamata: Scincidae) from Luzon and Catanduanes Islands, Philippines. Journal of Herpetology, vol. 44, no 1, p. 49–60 (texte intégral).